# Азербайджанський килим

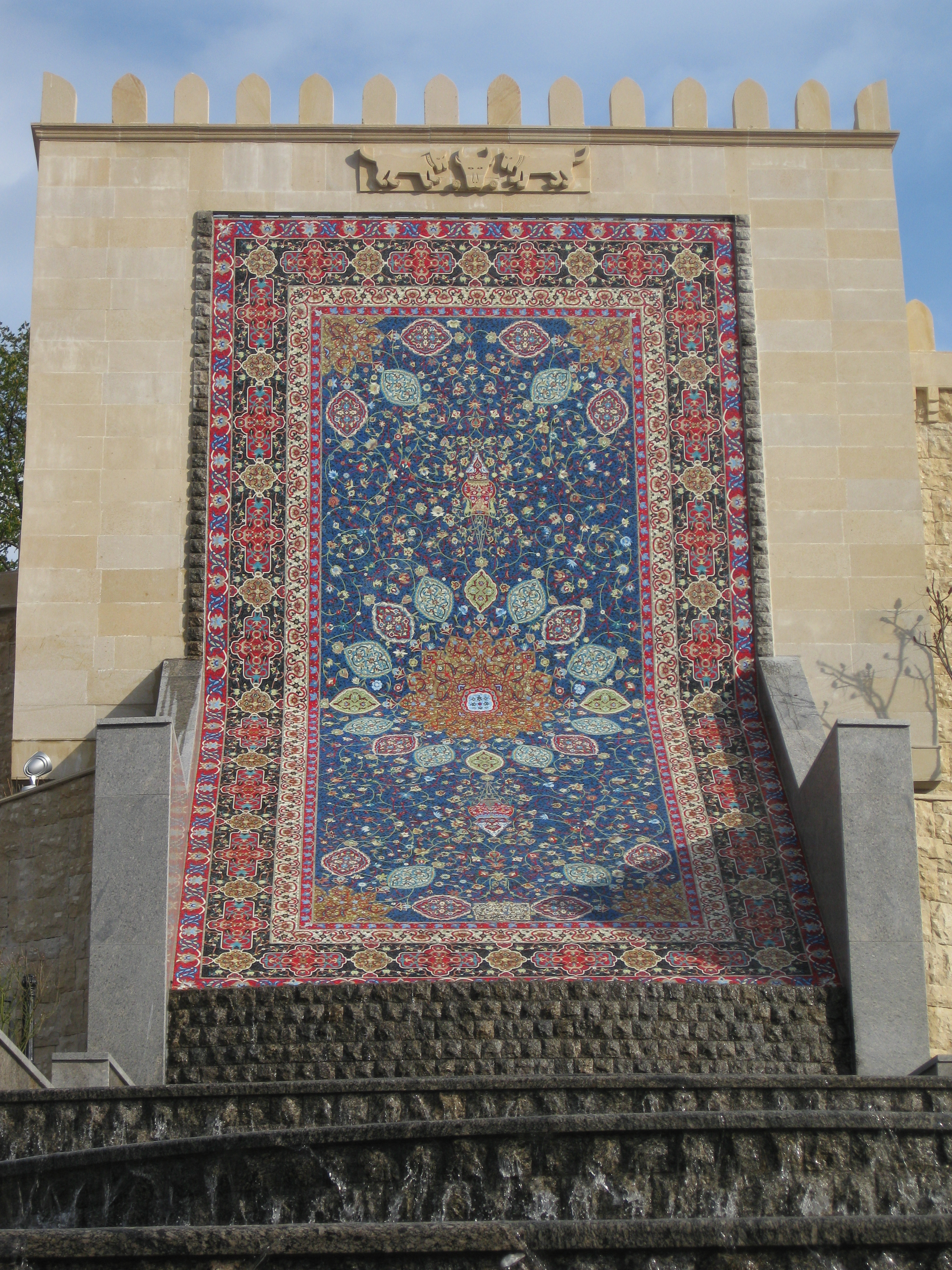
Мозаїчна копія азербайджанського килима 16 ст. "Шейх Сафі" (в натуральну величину- 5,34х10,51 м) в Києві

Азербайджанський килим — термін, що використовується для позначення різних типів безворсових і ворсових килимів, вироблених азербайджанцями. Серед азербайджанських килимів виділяють бакинські, гянджинські, казахські, ширванські, шемахінські, карабаські, кубинські, ардебільскі і тебризькі. Більшість західних авторів, у тому числі енциклопедії «Іраніка» і «Британіка», відносять килими, виткані в Іранському Азербайджані до перських (іранських), а килими, виткані в Азербайджані і районах компактного проживання азербайджанців у Вірменії, Грузії та Дагестані, відносять до кавказьких. Класифікації, прийняті в основному в Азербайджані і раніше в СРСР, — один із видів східного килима.

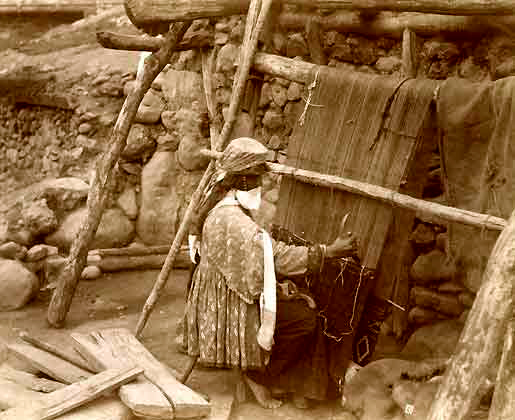
Азербайджанка тче килим. Початок XX століття.

У XIX столітті на Кавказі килимарство було поширене в основному у східному Закавказзі, батьківщині тюркського населення відомої нині як азербайджанці. Як писав Джон Ф.Пайл, кавказькі килимарі в цілому слідували перській практиці, проте «в основному використовували більш виразні і великі елементи орнаменту». П. Р. Дж. Форд у своєму дослідженні історії та традиційних орнаментів східних килимів зазначав, що, «хоча килими зараз виробляють в Дагестані, Грузії та Вірменії, але справжньою батьківщиною російських кавказьких килимів залишається Азербайджан, і навички та ідеї азербайджанських ткачів відчуваються по всьому Кавказу». Російський дослідник М. Д. Ісаєв зазначав, що наприкінці XIX — на початку XX століть килимарство в основному було зосереджено в Азербайджані. На думку радянського мистецтвознавця М. В. Бабенчікова «азербайджанські майстри завжди особливо цінувалися в інших країнах як вправні килимарі». Американський історик Рональд Сюні зазначає, що килимарство одне з давніх ремесел в Азербайджані, яке досягло розквіту в Середні століття, завдяки чому азербайджанські килими стали широко відомі в країнах Азії та Європи. На думку радянського вченого-етнографа С. О. Токарева азербайджанські килими в чомусь нагадують вірменські, а від перських відрізняються сильною стилізацією зображень і відсутністю округлих ліній орнаменту.
Килимарство — один з традиційних, старовинних видів декоративно-прикладного мистецтва Азербайджану.

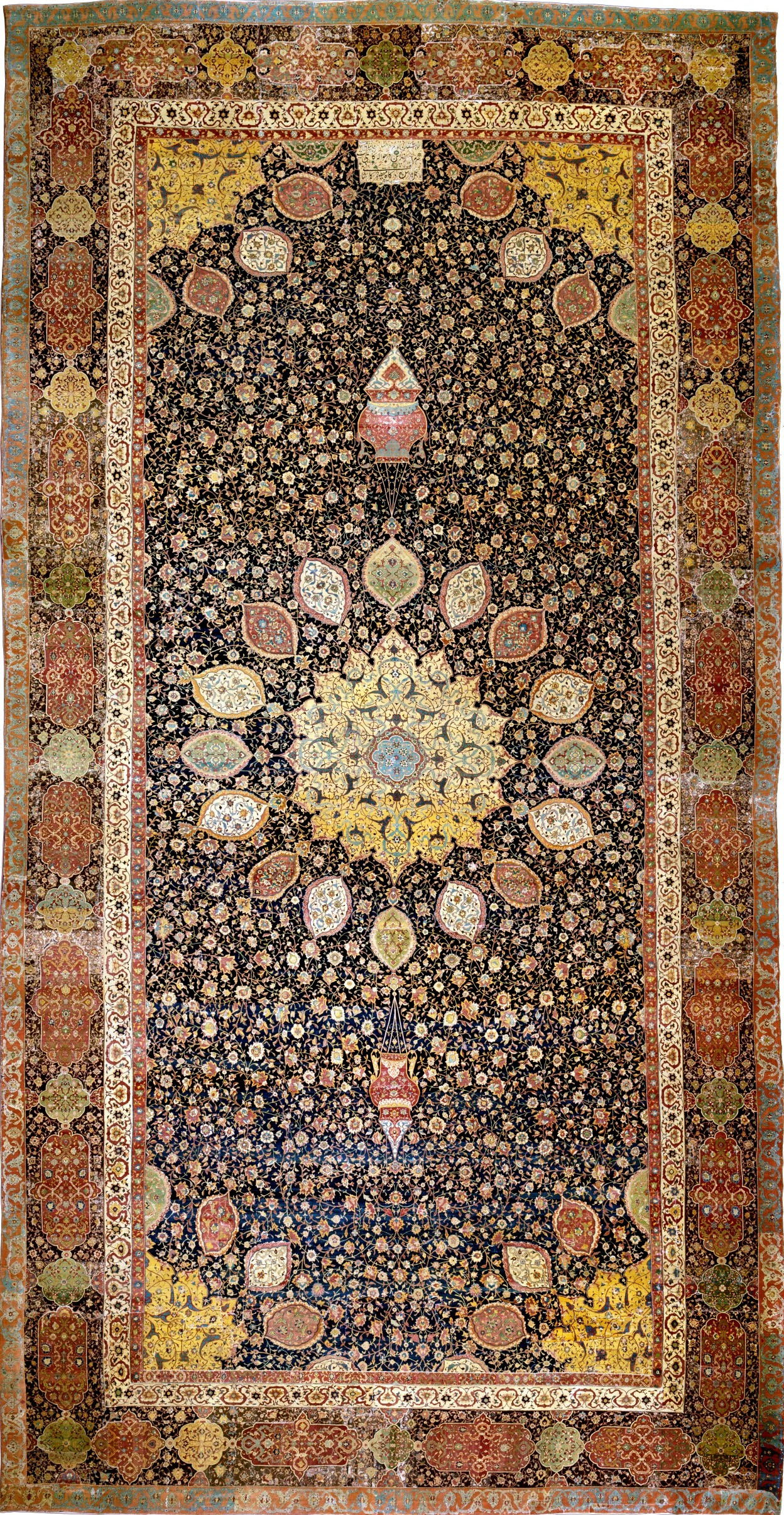
Килима «Шейх Сафі»

Будівля Азербайджанського музею килима в Баку у вигляді складеного килима. Старовинні азербайджанські килими зберігаються в Білому Домі, Державному департаменті США і в багатьох музеях світу, включаючи Азербайджанський державний музей килима і народно-прикладного мистецтва в Баку, Музей Метрополітен у Нью-Йорку, Музей образотворчих мистецтв у Бостоні, Музей мистецтв у Філадельфії, Лувр у Парижі, Музей Вікторії і Альберта в Лондоні, Ермітаж, Ватикан і т. д.

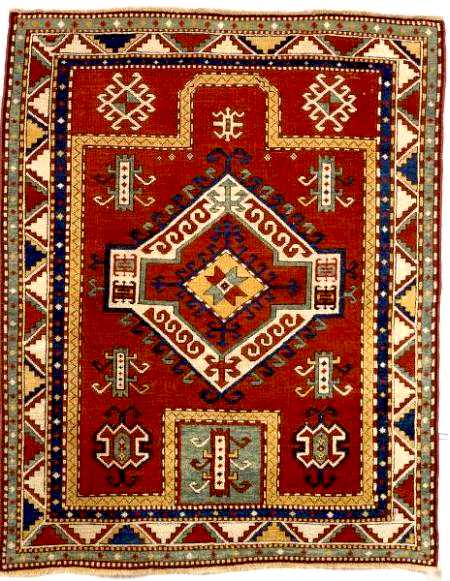
Казахська школа килима. XIX століття.
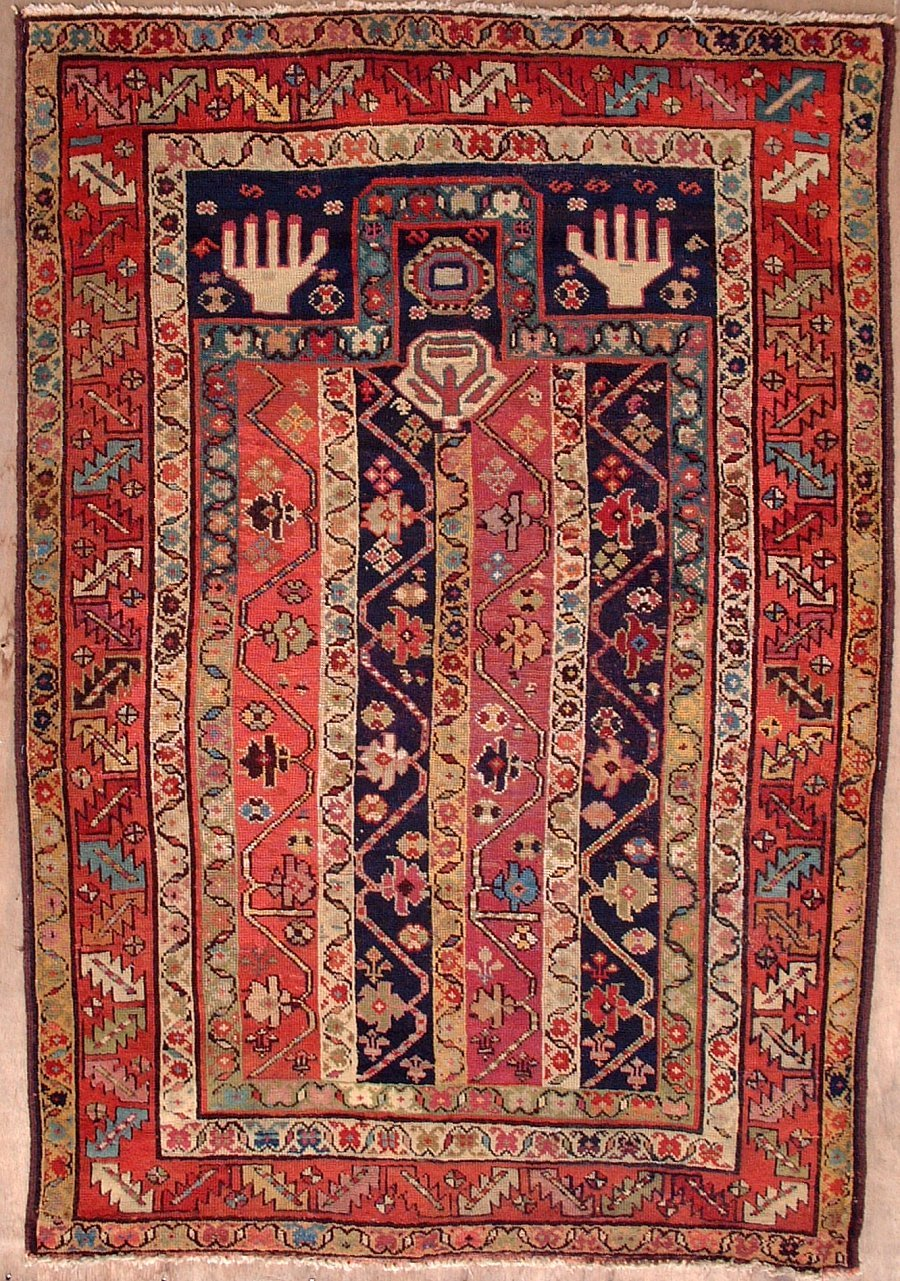
Ширванського школа килима. XVI століття.
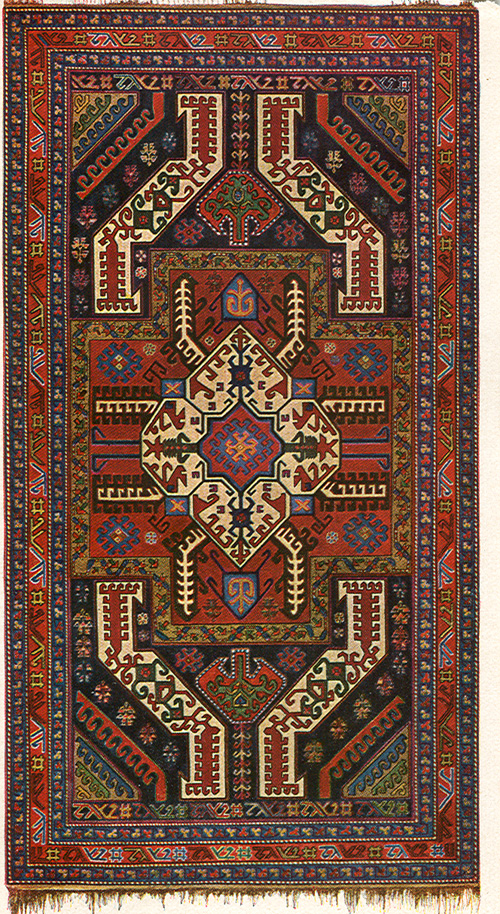
Карабаська школа килима. Килим Гасимушаги. XIX століття.
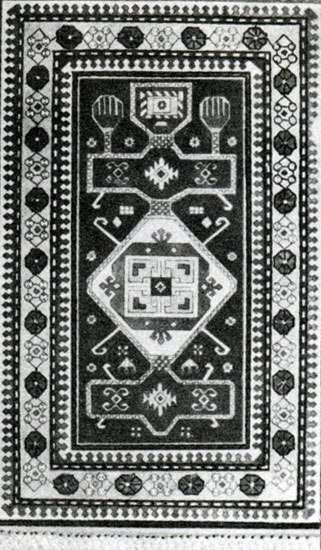
Шуші килим намазлик (молитовний килимок). XIX століття.

У 2006 році за підтримки Московського бюро ЮНЕСКО вийшов диск під назвою «Азербайджанські килими», з 215 зображеннями, 15 відеокліпами і декількома статтями з мистецтва азербайджанських килимів. Диск включає розділи з історії, техніки, школи азербайджанського килимарства, зразки килимів, колекції в музеях світу. У листопаді 2010 року «Традиційне мистецтво килимарства в Азербайджані» внесено до репрезентативного список ЮНЕСКО з нематеріальної культурної спадщини людства.

## Історія розвитку

### Середні століття
Починаючи з XVI століття, тобто з утворенням держави Сефевідів, коли на престол зійшов шах Ісмаїл І, мистецтво азербайджанського килимарства досягає безпрецедентної досконалості і приймає характер промислової індустрії.
Художники-мініатюристи, каліграфи того часу зіграли величезну роль у формуванні школи азербайджанського орнаментального мистецтва, який справив пізніше величезний вплив на мистецтво Сходу і створив єдиний стиль «тебризької школи».
З другої половини XVI століття візерунки афшан, лечек-турундж і гюльбендлік, які зародилися в Південному Азербайджані, пізніше імітуються ткачами килимів Північного Азербайджану (Карабах, Баку, Ширван), де місцеві майстри на рослинному фоні тебризьких килимів відображають геометричну форму візерунка. У XVII столітті стають відомими килими і молитовні килимки з Казаха, Барди, Мугані і Джебраіла, а вже з середини XVIII століття набувають популярність килими з Шемахи, Шуші і Шекі. До цього ж часу відносяться і килими малої і довгастої форми, зіткані у селищі Аміраджани біля Баку, які проводилися виключно для експорту.

### XIX століття

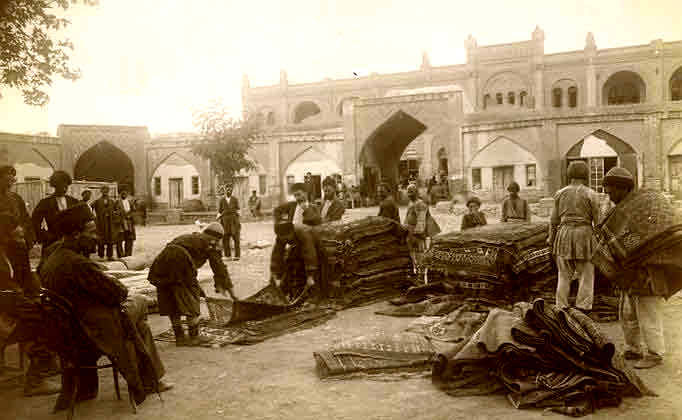
Ринок килимів в Гянджі. XIX століття.

На початку XIX ст. Закавказзі було приєднано до Російської імперії.
Згідно зі статистичними даними, за один 1843 в шести прикаспійських районах Азербайджану було вироблено 18 тис. килимів та килимових виробів. Килими зі Шірвана та Куби продавалися в Баку, а килими Казаха і Гянджі — у Тебрізі та Стамбулі. У 1850 і 1857 роках на перших міжнародних Тіфліських виставках унікальні вироби азербайджанських майстрів були удостоєні призів. Азербайджанські килими експонувалися також на Московській політехнічної виставці 1872 і Всеросійській виставці промисловості і мистецтва 1882 року, де виставлялися вишивки, створені знаменитої поетесою Хуршудбану Натаван. Бурхливий розквіт економіки краю, пов'язаний з початком промислового видобутку нафти в Азербайджані наприкінці XIX століття, позначився і на розвитку килимарства в Баку та інших регіонах Азербайджану, і якщо серед торговців килимами зустрічалися і вірмени, то серед ткачів домінували азербайджанці. В енциклопедії «Іраніка» наводиться така характеристика промислової політики Російської імперії на Кавказі в XIX столітті:
|  | Експансія Російської імперії наприкінці XIX століття відкрила Кавказ Заходу, перетворивши скромну місцеву килимоткацька промисловість у велику статтю експорту. Основна килимоткацька зона розташовувалася в східному Закавказзі, південніше гір, пересекаюшіх цей регіон по діагоналі; ця територія нині входить до Азербайджанської РСР, що є батьківщиною тюркського населення, званого зараз азербайджанцями. Інші етнічні групи теж практикували килимарство, деякі з них в інших частинах Кавказу, однак вони мали меншу значимість. З 1870 року уряд Російської імперії почало здійснювати програму підтримки кустарного виробництва. |

### Сучасне килимарство
Наприкінці XX століття килимарство в Азербайджані стає однією з важливих галузей економіки. Сьогодні в багатьох регіонах Азербайджану успішно розвивається килимарство, всього в Азербайджані налічується понад 20 великих і середніх килимоткацька комбінатів. Зокрема, в Губі, Гусарі, Кюрдамірі, Гянджі, Шамахі, Дявячі, Газахі, Товузі, Шекі, Ардебілі, Тебрізі і Баку діє килимне виробництво, в яких продовжують розвивати давні традиції мистецтва килимарства. Серед сучасних азербайджанських килимів виділяються килими з маркою «Азер-Ільме», які успішно брали участь на виставках-розпродажах у містах Атланта (США, 1997 р.), Ганновер (ФРН, 1999 р.) і Москва (2003 р.). Килими, виткані на підприємствах компанії прикрашають приватні колекції в США, Німеччині, Франції, Туреччини, Росії, Італії, Австралії, Японії, Швеції, Норвегії, ПАР. Азербайджанські килими були представлені на що проходила в листопаді 2010 року в Лондоні виставці «Azerbaijan: Flying Carpet To Fairy Tale» і урочистій церемонії, присвяченій 20-річчю незалежності Азербайджану, що проходила в лютому 2011 року в Парижі.

## Види азербайджанського килима

### Орнаментика

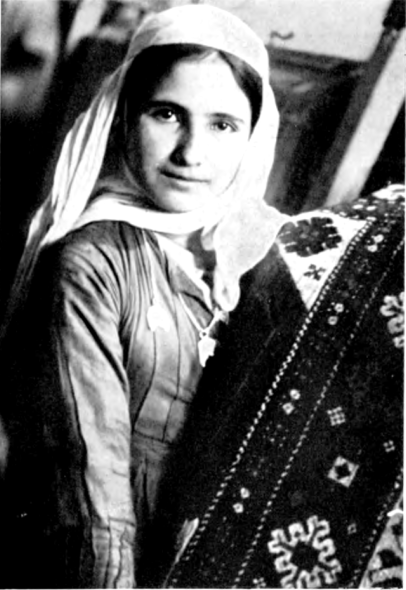
Ковровшіца Садикова з виготовленим нею килимом. Баку, 1934.

Азербайджанські килими виділяються соковитим колоритом, побудованим на поєднанні локальних інтенсивних тонів. Орнамент азербайджанських килимів розрізняється залежно від виду і по місця виробництва. Так, для таких килимів, як «Куба», «Шірван», «Казах», «Зенджан» характерні складні геометричні візерунки, які включають схематичні фігурки тварин і людей, і розміщені по одній осі в центральному полі фігурні багатокутні або зірчасті медальйони, іншим, таким, як «Тебриз» і «Карабах», притаманний різноманітний рослинний орнамент з великою кількістю квіткових мотивів. Естетичний принцип азербайджанського килима вкладений в площинне рішення «картинок», ритміку малюнка, традиційність членування на центральне поле і бордюр, лаконічну геометрію елементів. На думку відомого американського колекціонера і мистецтвознавця Дж. Веа, в орнаментиці азербайджанського килима можна помітити тісне переплетення традицій і впливу турецьких, перських і азійських мотивів, а також спадщина елементів килимарства північно-західних племен Ірану.

#### Геометричні фігури
Найчастіше геометричні візерунки зустрічаються в килимах «бакинської», «губинської», «казахської» і «гянджинської» шкіл. Серед цих візерунків переважає свастика і восьмикутна зірка. Свастика сходить до релігійним поглядам політеїзму, представляючи собою центр неба, звідки виходять спиралеподібні закручені промені. У цьому символі, імовірно, представлено сонце, оточене сузір'ями, або умовне зображення вихору злітають птахів. Восьмикутна зірка, розміщена в центрі килима, найчастіше обрамляється символічними фігурами у вигляді ромбів і квадратів, пізніше під впливом тебризької культури килимарства в килимах інших шкіл по краях присутні елементи рослинного світ.

#### Ісламська символіка

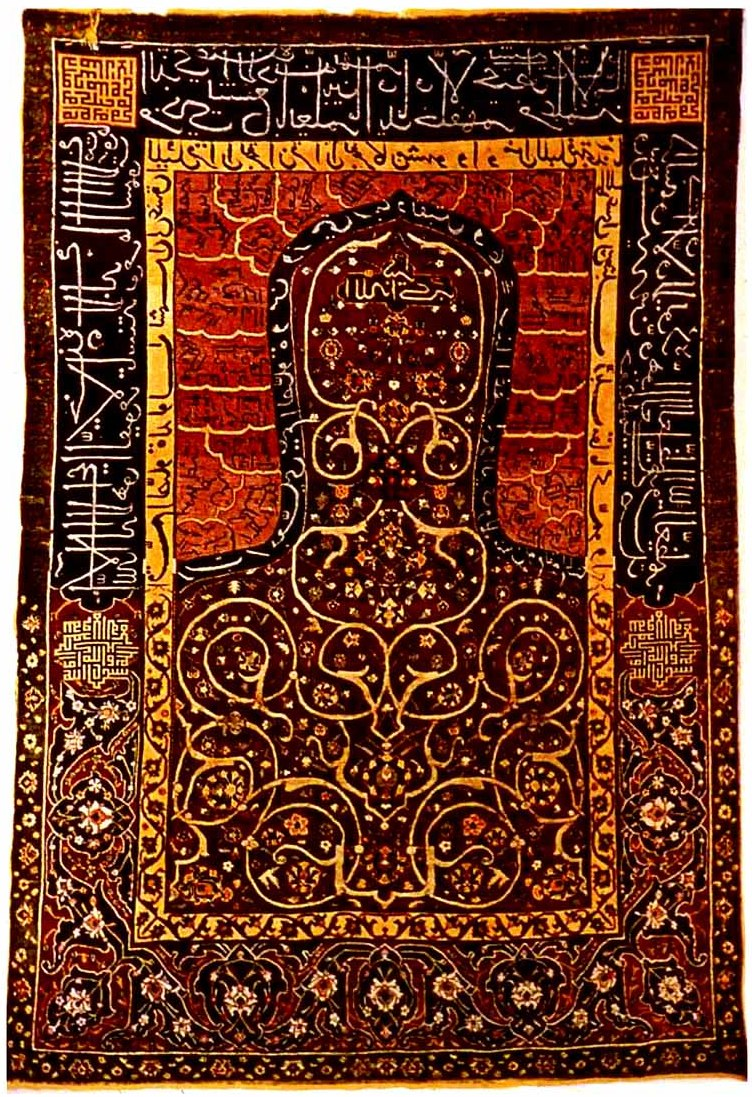
Витканий в Південному Азербайджані килим намазлик (килимок для намазу). XVI століття..

Символіка Ісламу також зустрічається у візерунках азербайджанських килимів. До них належить рука Фатіми, бешбармак — п'ять пальців, що символізують п'ять заповідей ісламу і п'ять шанованих мусульманами особистостей — пророк Мухаммед, Алі, Фатіма, Хасан і Хусейн. Як центральний візерунок килимів використовується також зображення архітектурного ісламського елемента «міхраб», ніші в стіні яка в мусульманській мечеті завжди звернена у бік священного міста Мекки.

#### Рослинний світ
Серед азербайджанських килимів найбагатшим візерунком і насиченою колірною гамою виділяється «тебризький» і «ардебільский» килими, що зумовлюється їх придворним характером. Найчастіше зустрічаються в «тебризьких», а пізніше в деяких «карабаських», килимах елементи рослинного світу символізують прославлення сил природи і родючість. Основним візерунковим мотивом центрального полотна багатьох килимів Тебріза є «дерево життя», яке уособлювало достаток і прославляйте воду, як джерело зрошення пустель і символ життя в цілому. Також на килимах зустрічаються зображення садів з безліччю дерев, рослин і птахів, які за уявленнями мусульман приносять удачу та успіх. Геометричній варіацією «древа життя» є символічне зображення «якоря», який за формою нагадує стрілу, а в «херіських» килимах епохи Сефевідів часто зображується дерево «ваг-ваг», на гілках якого замість птахів виткані символічне зображення голови людей. Ще одним з улюблених іконографічних мотивів орнаментики «тебризького» і «ширванського» килимів було зображення граната, який символізував диво природи, здатного проростати на грубому й посушливому ґрунті пустелі. Гранат шанувався в епоху правління Сасанідів, відігравав велику роль у зороастрійському культі, де вважався символом сонця, а вже при Сефевідах широко використовувався в візерунковому оформленні килимів і мініатюр. Іноді гранат зображувався у розколотому вигляді, в якому можна було розрізнити окремі зерна, що свідчило про майстерність ткача. Саме це нововведення — зображення в шаховому порядку зерен граната — поклало початок нової іконографічної традиції в килимарство. Пізніше цей мотив доповнився в «тебризьких» килимах зображенням квітучого плоду гранатового дерева, яке отримало назву «квітка шаха Аббаса». Для різноманітності в облямівці килимів використовувалося зображення віночків квітів або виноградної лози.

#### Тваринний світ
В азербайджанських килимах часто зустрічається зображення птахів, а саме орла і павича. Орел найчастіше зустрічається в палацових «тебризьких» килимах і символізує в них міць і царський гідність. Пізніше зображення орла на килимах набуло значення охоронного талісмана. Зображення павича асоціювалося з сонячним божеством, крім того вважалося, що «павине око» міг оберігати від лиха, що насувається. У декорах, що зображують барана або козла, простежується зв'язок з кочівницькими корінням тих чи інших племен. Найчастіше, технічні можливості і габарити килимів не дозволяли помістити зображення тварин цілком, тому домашні тварини, такі як вівці і барани, зображувалися у вигляді умовних рогів за допомогою символу «S» в центральних полях і каймі килимів. Ту ж форму мало стилізоване зображення дракона. Зображення дракона, яке мало служити талісманом, вперше з'явилося на пишних килимах, вироблених в палацових мануфактурах Азербайджану з XVII століття. Саме з того часу цей мотив набув широкого поширення, продовжуючи залишатися одним з найпопулярніших килимових сюжетів аж до кінця XIX століття, зазнаючи великі зміни в стилізації.

### Техніка виконання
За технікою виготовлення і фактурою азербайджанські килими діляться на два різко різних за види: не ворсисті («паласи», «джеджіми», «сумахи», «кіліми», «зілі», «поверни» тощо) і ворсові (великі — «хали» і порівняно дрібні — «халча»). Без ворсинок килими іменуються ще «килимами побуту». Палас, лади, кілім, Джеджа, Шадді, варни, зілі, торбах — являють собою початковий етап розвитку килимарства, коли килими створювалися шляхом простого просмикування і обв'язування ниток основи і качка.

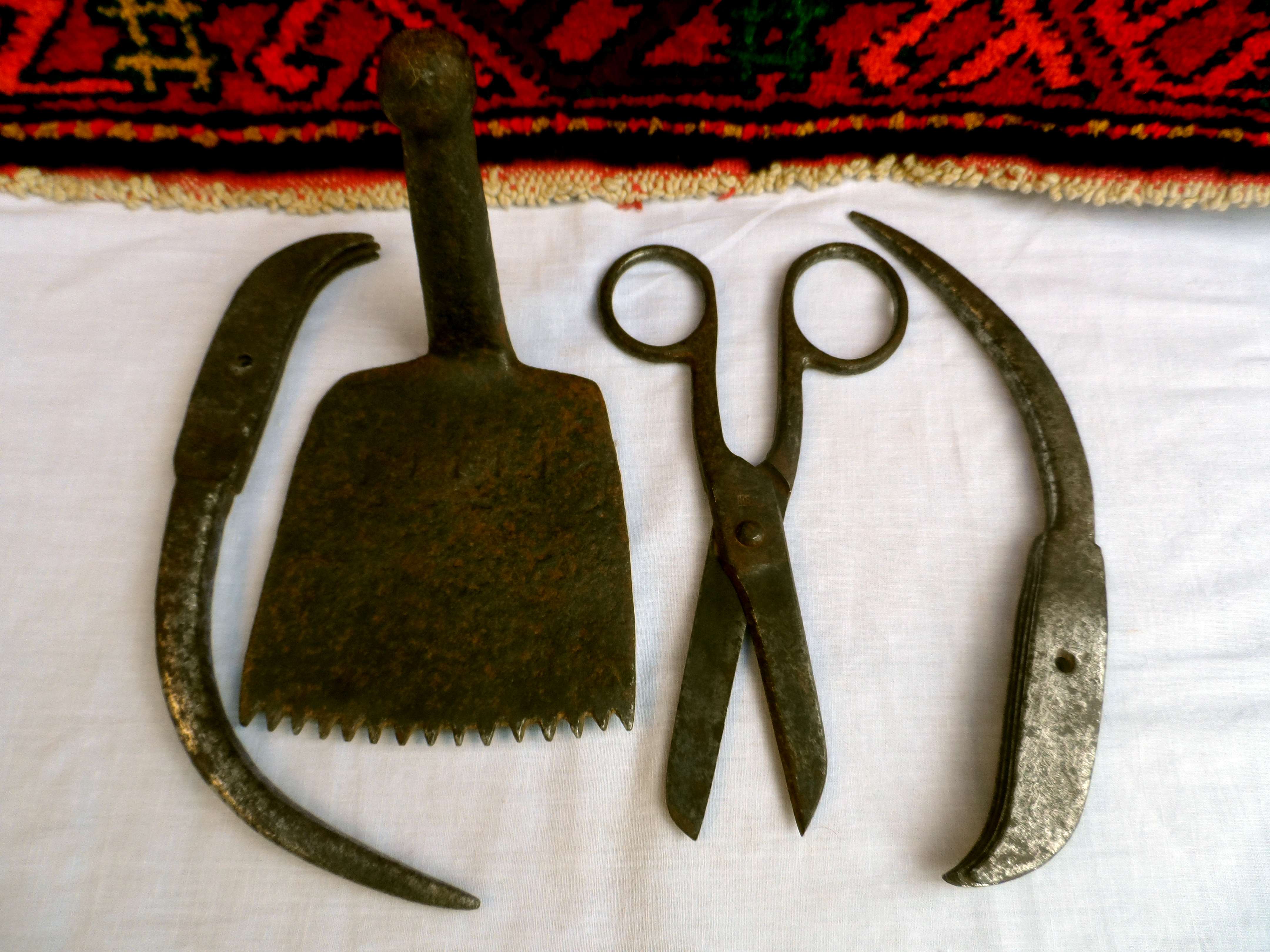
Інструменти для ткання килимів.

Ворсові килими найскладніші з техніки в'язання: вони створюються за допомогою в'язання вузлів способом «Тюркбаф» (симетричний «Тюркський вузол»), що поєднує широку гаму візерунків, кольорів і сюжетів. На кожні дві нитки основи накладається ворсовий вузол, що і дозволяє передати на килимі численні орнаментальні зображення будь-якої форми і розміру. Техніка вузла «Тюркбаф», вперше застосована в Азербайджані, корінням йде в старовину, була вдосконалена в XV-XVI століттях і дозволила виробляти більш яскраві в палітурці шовкові килими дуже високої щільності. Деякі килими «тебризької» школи виткані асиметричним вузлом «Фарсбаф» («Перська вузол»). Відмінною особливістю азербайджанського ворсового килима є його дуже велика щільність. Щільність килима визначається кількістю вузлів на квадратний дециметр, при цьому існує розхожа думка, що чим більше щільність вузлів, тим килим цінніше. Однак деякі мистецтвознавці вважають такий критерій оцінки килимів помилковим . Залежно від району виробітку на кожен квадратний дециметр вироби припадає від 1.600 (40 х 40) до 4.900 (70 х 70) ворсових вузлів. Ворсові килими розрізняються також своїми розмірами: малі — халча, гяба, намазлиг, тахте-усту, дошанак і великі — дасть хали, гяба.
Іранський вчений-мистецтвознавець Карім Мірзаї у своєму нарисі «Азербайджанський килим від Дербента до Сарбанда через шахсевенов», досліджуючи на основі праць Яна Беннета, Лятифа Керімова і Ніколаса Фоккера вплив етнографічної групи азербайджанців — шахсевенов на розвиток килимарства в Азербайджані, починаючи з XVII століття, наводить кілька відмінну від загальноприйнятої типову градацію азербайджанських килимів на основі техніки виконання: тип «Борчали-Козак»; тип А — кубинський килим «гюмюль»; тип А-1 — «муганский килим»; тип А-2 — «занджанский килим»; тип А-3 — «сарбандский килим»; тип Б — «шушинський ханський килим»; тип Б-1 — «тебризький килим»; тип Б-2 — «сарбандский тебрізський килим»; тип В — «кубинський алпанский килим»; тип В-1 — «Зенджан-алпанский»; тип Г — «дербентська буту».

## Школи азербайджанського килима
В Азербайджані існують та взаємно впливають і збагачують одна одну локальні школи килимарства. В даний час за художньо-технічних особливостей виділяють сім визнаних килимових шкіл: Бакинську, Кубинську, Ширванську, Гянджінського, Газахську, Карабаську і Тебрізьку.

### Ширванського школа килима
Ширванського школа охоплює такі міста як Шемаха, Мараза, Ахсу, Кюрдамир, Газімаммед (Гаджігабул), Гейчай і довколишні села. У Ширванську школу входять такі композиції, як Біджо, Шірван, Шільйан, Шіралібейлі, Чуханли, Сор-Сор, Гаджігабул, Набур, Ісрафіл, Арджіман, Пірхасанли, Джагірлі, Джемджемлі і т. д. Енциклопедія Британіка дає наступний опис «ширванського килимів»:
|  | Ширванського килими (англ. Shirvan rug) — килими, виткані вручну в Ширванській області Азербайджану на південно-східному Кавказі. На відміну від бакинських килимів, більшість Ширванського килимів невеликого розміру, килими виткані в південній частині області навколо міста Сальяни бувають довгими і вузькими. В області навколо міста Мараза виткане багато молитовних килимків, включаючи відомий тип з Бутой на синьому тлі. Маленькі Ширванського килимки не є виразно упізнаваними як сільські килими, оскільки вони відрізняються діапазоном геометричних фігур і кордонів. Їх взагалі менш точно тчуть ніж кубинські килими, хоча вони більш прекрасні ніж казахські килими, зроблені в західному Азербайджані. Ширванського килимки зазвичай тчуть з вовни, деякі обрамлені бавовняними краями. |

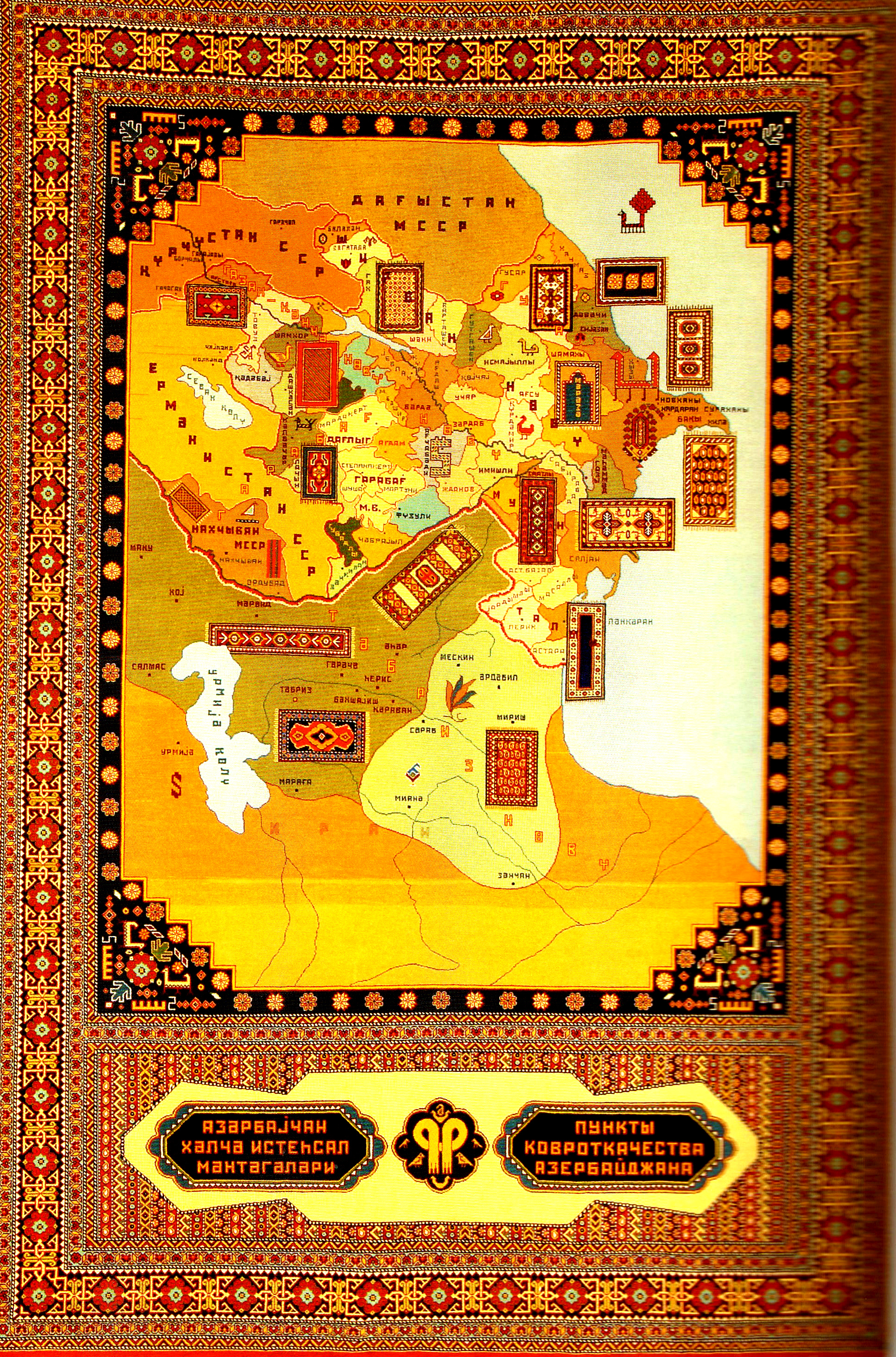
Килим «Центри килимарства Азербайджану». 1984. Музей Килима імені Лятиф Керімова, Баку.

По композиції «ширванські килими» діляться на дві категорії. До першої належать килими без декорованих кордонів. Широким смугах притаманні гексагональних мотиви або Триангулярна форми. Зустрічаються також зигзагоподібні візерунки. Одним з поширених візерунків таких килимів є зображення зіркоподібних візерунків, які часто бувають збудовані рядами. Основним матеріалом як і для більшості азербайджанських килимів служить шерсть.
Багата композиція та дизайн «Ширванських килимів» широко відомі з середніх століть, відомості про них доходять до нас завдяки середньовічним мандрівникам. Ентоні Дженкинсон, який відвідав Азербайджан в 1562 описує два основних типи азербайджанських килимів, вироблених у Ширвані — халлі (ворсистий) і деджімі. Він також докладно описав як його вразила розкіш прийому Абдулла-ханом, тодішнім правителем Ширвана. Він згадував і «шитий шовком і золотом шатро», і що «вся підлога в його шатрі був покритий багатими килимами, а під ним був постелений квадратний килим, шитий сріблом і золотом, на який були покладені подушки відповідного гідності», і що сам Абдулла-хан був «багате одягнений в довгі шовкові та парчеві одягу, розшиті перлами і дорогоцінними каменями. На голові у нього був гострий тюрбан вишиною в пол'ярда з багатої золотої парчі, обгорнутий навколо шматком індійського шовку довжиною в 20 ярдів і розшитий золотом» «Ширванські килими» експортувалися також в інші країни. Так в 1648 році в Росію згідно з М. Х. Гейдаровим було відправлено два, а в 1688 році три Шемахінські килими. «Ширванські килими» типу торбах виставлені в Музеї Вікторії та Альберта в Лондоні. На одному «Ширванскому килимі» з музею зображені вершник і верблюди (як на килимі «шадді»), на іншому геометричні візерунки.
Технічні характеристики: для цих килимів характерне особливе плетіння, яке дозволяє розмістити до 3000 вузлів на квадратному дециметр, основа буває як вовнової, так і бавовняної, човник від двох до трьох прокидок качка, вузол симетричний, плетіння тонке, на дотик килими відрізняються особливою м'якістю.
Колірна гамма: використовуються як темні, так і світлі тони, характерними квітами основного фону цих килимів є червоний і синій з комбінацією зеленого, для поля іноді використовується також жовтий, шафрановий, блакитний кольори і колір слонової кістки. На тлі використовуваних стриманих відтінків центрального фону, чорні і темно-зелені контури бордюрів набувають велику рельєфність. Для килимів, витканих в Мугані, характерна поліхромна гамма пастельних і густих кольорів, найчастіше використовуються густий синій в комбінації з жовтим і червоним кольором, отриманим з кошенілі.
|                                                           |                                                                                           |                                                                    |                                                  |
| Килим «Джаірлі», Ширванського школа. Кінець XIX століття. | Молитовний килим, виставлений на аукціоні Сотбі 29 квітня 2004. Ширванського школа. 1875. | Вовняний килим «Сумах» з Шемахи. Ширванського школа. XIX століття. | Кзилим з Шемахи. 1937. Приватна колекція, Росія. |

### Карабаська школа килима

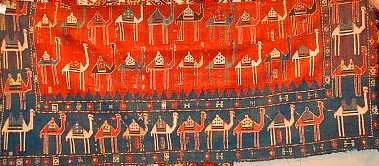
Килим «Шадда».

Карабаська школа охоплює південно-західний регіон Азербайджану. Включає такі поселення як Шуша, Малибейлі, Гиров, Дашбулаг, Довшанли, Туг, Туглар, Мурадханли, Гадрут, Гасимушаги, Кубатли, Гозак, Мірсейід, Багірбейлі, Ханлиг, Тутмаз. Широко були поширеними в Джебраілом, Агдаме, Барді і Физули. У багатьох селах проводилися килими і виставлялися на продаж. Частиною Карабаської школи килима є також килими Зангезура і Нахічевана. Відомі такі композиції як Аран, Бахчадагюллер, Балиг, Буйнуз, Барда, Бахманли, Карабах, Годжа, Гасимушаги, Ламбарани, Муга, Талиш, Лампа, Малибейлі, Хангарвард, Ханлиг, Хантирма, Челебі, Шабалидбута і т. д. «Карабаського килими» описані в Енциклопедії Британіка:
|  | Карабаські килими (англ. Karabagh rug) — килими, виткані вручну в Карабаху (територія Азербайджану, контрольована вірменами), північніше нині існуючого кордону з Іраном. Карабаські килими більш схожі з перськими килимами по ораментной і колірної структурі, ніж з килимами інших частин Кавказу, і дуже важко розрізнити Кітін карабаського килимів від аналогічних в килимах Караджа, на півдні, в Ірані. Виразно карабаського килими мають схожість з килимами Ширвана на півночі Азербайджану. |

Наприкінці XIX століття Я. Зедгенідзе зазначав, що килимарство у Шуші в основному займалися азербайджанці. [53] Про килимарство в азербайджанських селах згідно з М. Х. Гейдаровим [20] свідчать і епіграфічні твори XVI століття з Лачинского району Азербайджану та з села Уруд Сісіанского регіону Вірменії.

#### Килим «Шадда»
Одним з найвідоміших азербайджанських килимів з Карабаху є килим «Шадда» (азерб. Şəddə) витканий в селі Лемберан у Барди. Килим зберігається в Державному музеї Грузії імені Симона Джанашія. Будучи килимом XVIII століття, він є старовинним експонатом музею серед килимів. Килим був придбаний в Азербайджані в 1866 році засновником музею Густавом Радде. Килим був витканий в двох полотнах, які були зшиті разом по краях. Межі шиті червоними смугами, що надає килиму особливу тональність. Зображення верблюдів зіткані з особливої тканини, білі частини — шовком.
|                                                                                   |                                     |                                        |                                                                                       |
| Килим «Малибейлі» із зображенням свастики, Карабаська школа. Початок XX століття. | Килим «Ханлиг». Шуша. XIX століття. | Вовняний килим «Ханлиг». XIX століття. | Вовняний драконий килим «сумах» XIX століття. На килимі зображені дракони у формі «S» |

### Кубинська школа килима
Кубинська школа охоплює північно-східний регіон Азербайджану. «Кубинська школа» килимів підрозділяється на такі типові підгрупи: гірська зона — місто Куба, і його околиці — села Кохно Губа, Алпан, Хирдагюль-чичи, Сирт-чичи, Зохри, Сумагобаг, Гюмюль, Халфалар, Гедім Мінаре, Хаджігаіб і Алчагюльчі; поселення Гонагкенд і довколишні села Ордудж, Афурджа, Йерфі, Йек, Гриз, Арсалан, Хан; низовинна зона — місто Дівич і села Чай Гарагашли, Гаджі Гарагашли, Моллакамал, Лежеді, Пірабаділ, Херат-Пірабаділ, Зейва, Заглі, Аліханли, Біліджі, Угах і Чарах. До цієї школи відносять і килими Дербента. Кубинська школа зробила сильний вплив на становлення і розвиток центрів килимарства навколо міста Кусари і сіл Кусарського району Хіл, Ясаб, Імамкулікент, Зейхур. «Кубинські килими» наступним чином описуються в Енциклопедії Британіка:
|  | Кубинські килими (англ. Kuba carpet) — килими з Кавказу, виткані близько Куба (нині місто Губа) в північному Азербайджані. Кубинські килими середини минулого сторіччя, виткані в селах, зосереджених навколо міста Передил, Девечи, Гонагкенд, Зейве, Карагашли і Кусари. Ці килими найважчі з групи Кавказьких килимів, особливо зроблені в Переділе, які прикрашені надзвичайним геометрично-квітковим візерунком на синьому або кремовому тлі. Гонагкендскіе килими часто характеризуються великим центральним медальйоном, в той час як килими, марковані як Карагашлі, зазвичай містять деякі ізольовані елементи перського килимовій в'язі (гілки рослин і рак). Найбільший загальний тип великого червоно-польового Кавказького килима типу «сумак» був витканий в місті Кусари. У першій половині 20-го сторіччя ще одна група килимів 17-го і 18-го сторіччя була ідентифікована, як зіткані у Кубі. Ці Кавказькі килими, із зображенням дракона, часом досягали 6 метрів у довжину. У цих килимах також використовувалися перські геометричні візерунки, але тепер ці килими ідентифікуються, як килими, зроблені в Карабаху або Гянджі. |

«Кубинські килими» декоруються зазвичай зі складними медальйонами, що має широке поширення у ткачів цієї школи. Зазвичай медальйони зображуються по ряду по всій довжині килима. Декоруються цікавими композиціями також межі полотна, які як правило бувають вузькими. Дуже мало місця залишається порожніми. За композиціям ці килими дуже різноманітні. Поширені кольору від темних до м'яких. Матеріалом для таких килимів служить ніжна шерсть. У декорації килимів Кубинської школи присутні різні геометричні візерунки та орнаменти, зустрічаються зображення тварин і рослин. Відомі такі композиції як Гедім-Мінаре, Гіміль, Алпан, Голля-чичи, Пірабаділь, Гаджігайиб, Гриз, Джек і ін.
Дослідник килимового промислу Губинського повіту І. М. Кара-Мурза зазначав, «що місцеві кустарі констатували підняття промислу, що виразилося в збільшенні числа хороших майстринь, у поліпшенні візерунків», що пояснювалося «підвищенням попиту на килимові вироби».
Технічні характеристики: високий оксамитовий ворс, надзвичайно пружний і пружинистий, дуже щільна на дотик фактура, якій за допомогою техніки «лулбаф» надається висока міцність, узголів'я іноді виконані технікою в стилі «сумах», іноді ж зроблені у вигляді «бджолиних сот». Нитки основи — вовняні, качок — вовняні і бавовняні.
Колірна гамма: фон центрального поля яскравий, часом надзвичайно насиченого блакитного кольору. Узори виділяються виразно, часто за допомогою особливих відтінків жовтого і зеленого. Нерідко зустрічаються і інші кольори — колір натуральної вовни, помаранчевий і колір слонової кістки.
|                                                          |                                        | |                                                       |
| Килим «Пірабаділ». Кубинська школа. Початок XX століття. | Килим «Гіміль». Кубинська школа. 1902. | Килим «Узун дере», виставлений на аукціоні Сотбі 2 квітня 2004. Кубинська школа. Середина XIX століття. | Килим «Гебеле». Кубинська школа. Кінець XIX століття. |

### Казахська школа килима
Казахська школа охоплює Казахський, Агстафинський і Таузький райони Азербайджану, Борчали в Грузії, область Гокча у Вірменії. Енциклопедія Британіка так характеризує «казахські килими»:
|  | Казахські килими (англ. Kazakh rug) — килими, виткані сільськими жителями, що живуть в західному Азербайджані і в багатьох містах і селах в північній Вірменії та суміжної південній частині Грузії. Ткачі — ймовірно, головним чином азербайджанці, хоча і вірмени і грузини взяли участь у виробництві цих килимів. Казахські килими в основному виткані з вовни, грубо пов'язані в симметрическом вузлі з довгою, блискучою купою. У казахських килимах переважають червоний, синій колір і колір слонової кістки в сміливих комбінаціях з відносно простими, але драматичними візерунками. Килими рідко перевищують 2-х метрову величину, молитовні килимки бувають менших розмірів. Багато прикрашені трьома медальйонами приблизно рівного розміру, в той час як у деяких килимах цієї школи зустрічається інший формат візерунків — центральний квадрат з прилеглими двома меншими квадратами в кожному кутку. |

Школа килима Гокча охоплювала Бамбак, Ламбалі, Іджеван, Каракоюнлу і округу Гокча (нині Севан). Так, російський дослідник Кавказу М. Д. Ісаєв у книзі «Килимове виробництво Закавказзя» писав, що «особливо виділяється килимарство на північному березі Севанського озера, обіймає тюркські (азербайджанські) села».
Школа килима «Борчали» охоплює Борчали, Гараязи, Гарачоп, Гачаган. Сюди входять такі композиції як Шихли, Борчали, Гаймагли, Гарагоюнлу, Гараязи, Гарачоп, Гачаган, Дагкесемен, Демірчіляр, Кемерлі, Гокчалі, Салахли та ін.
Серед «казахських килимів» особливо виділяються так звані «зіркові килими» (англ. Star-kazak rugs, нім. Stern-Kasak Kaukasus), які, у свою чергу, поділяються на чотири групи залежно від фону килима і величини зоряного візерунка. Вперше в 1980 році таку класифікацію казахських килимів запропонував англійський мистецтвознавець, експерт з східним килимах Роберт Піннер. Одним з найранішніх «зоряних килимів» вважається килим «Девелі» із зображенням верблюдів на білому фоні і декорований численними ромбами.
Німецький дослідник Фабіо Форментон у книзі «Східні килими», посилаючись на ряд інших авторів, пише про килимі під назвою «Битва Фенікса з драконом» (початок XV століття, Музей мистецтв (Пергамський музей), Берлін), зітканій в Казахів.
Технічно характеристики: «казахські килими» найчастіше характеризуються, як грубошерсті, вироблені в сільській місцевості і вважаються менш цінними порівняно з міськими килимами, однак антикварні екземпляри цих килимів зіткані з найкращою вовни, килими в більшості невеликих розмірів (1,5*2,0 або 2,20*2,60 метра), відрізняються високою стрижкою, плетіння симетричне, середня щільність — 800—1000 вузлів на один квадратний дециметр, м'які на дотик, але важкі за вагою, від двох до восьми човникових ниток, основа вовняна, плетіння грубе.
Колірна гамма: відрізняються насиченою колористичною гамою, використовуються в основному натуральні барвники, широко поширені яскраво червоні кольори фону, одержувані з марени, синій, темно-синій, колір слонової кістки, а хроматична палітра килимів різноманітна і багата: синій, зелений, жовтий, блакитний, бежевий, коричневий і чорний.
|                                               |                                                 |                                                                  | |
| Килим «Шихли». Казахська школа. XIX століття. | Килим «Фахрали». Казахська школа. XIX століття. | Килим з приватної колекції Грегорі Кимбл. Казахська школа. 1900. | Килим з Гянджі, аналог «зоряних килимів» казахської школи. XIX століття. Приватна колекція. Кірхайм. |

|                                                        | |                                                        |                                                 |
| Килим «Борчали». Казахська школа. Початок XX століття. | Килим «Казах». Казахська школа. XVIII століття. Музей турецького та ісламського мистецтва, Стамбул. | Килим «Салахли». Казахська школа. Кінець XIX століття. | Килим «Гарачоп». Казахська школа. XIX століття. |

|                                                                |                                                                                             |                                                                                       |                                                                                      |
| Килим «Девелі», тип A. Казахська школа. Середина XIX століття. | «Зоряний килим», тип B. Казахська школа. Початок XX століття. Аукціон Ріппон Босвелл, 1997. | «Битва Фенікса з драконом». Початок XV століття, Музей ісламського мистецтва, Берлін. | «Зоряний килим», тип D. Казахська школа. Кінець XIX століття. Аукціон Крістіс, 1996. |

### Бакинська школа килима

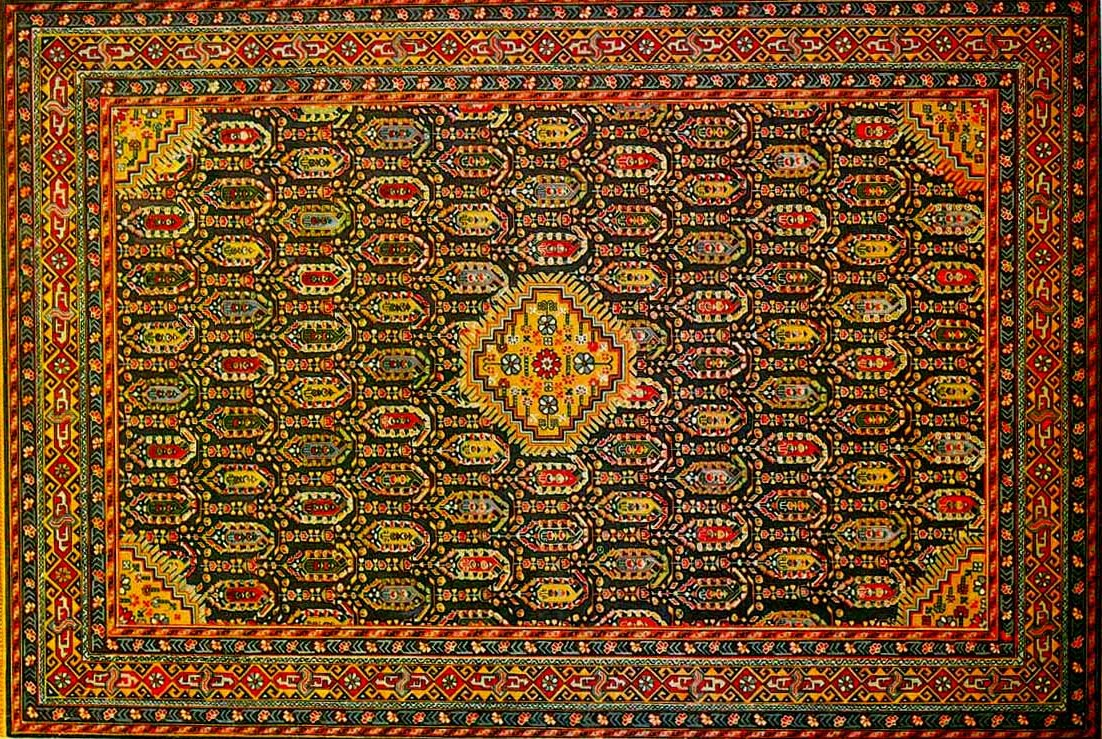
Килим «Хіла-буту» з Баку. XVIII століття.

Бакинська школа охоплює Апшеронський села: Гораділь, Новхани, Сурахани, Хілібута, Нардаран, Бюльбюль, Фатмаі, Мардакан, Кала, Хіла. За межею Апшерону включає регіон Хизи. Відомі також такі центри килимарства як Гаді, Хіл, Кеш, Финдиган та ін В Енциклопедії Британіка «бакинські килими» описуються наступним чином:
|  | Бакинские ковры (англ. Baku rug) — килими ручної роботи, зроблені біля міста Баку, Азербайджан, головного порту на Каспійському морі. Килими ткали в Баку з 18-го століття, а ймовірно і раніше. Важко визначити, які килими були виткані в місті, а які в сусідніх бакинських селах Сурахани і Чілдаг. Так звані килими «Чіле» («Зілі») напевно виткані саме в цих селах. Найранішні з бакинських килимів були найбільшими з усієї групи Кавказьких килимів, досягаючи в розмірах приблизно 1,5 на 3,6 метра. Найчастіше бакинські килими прикрашалися орнаментом у вигляді квіткових гілок і крабів. В килимах пізнішого періоду виробництва присутня бавовна і візерунок у вигляді «Бути» і маленького медальйона. У більшості цих килимів синій фон. |

Килими характеризуються м'якістю та інтенсивністю кольорів, оригінальними геометричними візерунками. До декорацій цих килимів часто приурочені геометричні візерунки, а також зображення рослин. Часто центральний фон «бакинських килимів» прикрашений медальйоном прямокутної або шестикутної форми, використовується мотив подовжених багатокутників із ступінчастим абрисом, часто містить езотеричні символи, наприклад число «4» і восьмикінечні довгі «зірки». У більш традиційних схемах використовуються афшан і кхарангі, присутні рослинні мотиви пальметт, стебел і листя. У смугах бордюру можна зустріти орнамент із зображенням біжить пса, орлиного дзьоба, зубчастих і чашоподібних листя. Іноді як орнамент використовуються крючкоподібні ромби, ця традиція запозичена у туркменських килимарів.
Більшість килимів носять назви місць і сіл, де вони були виткані. Прикладами таких килимів служать такі відомі композиції як Хілабута, Хіла-Афшан, Новхани, Сурахани, Кала, Баки, Гораділь, Фатмаі, Финдиган, Гаді та ін Одним з найкращих творів бакинської школи килимарства є килим «Зілі», витканий в манері, схожій з килимом «Шадда».
Технічні характеристики: крій килимів досить пухкий, плетіння середньої тонкості, основа вовняна і бавовняна, шерсть хороша і м'яка на дотик, човник зав'язаний подвійний ниткою, вузол симетричний.
Колірна гамма: характерні бліді, майже прозорі кольору, гармонійні поєднання синього, блакитного, бежевого, кольору слонової кістки, жовтого, шоколадного і чистих тонів червоного.
| | |
| Килим «Сурахани». Бакинська школа. Початок XX століття. Азербайджанський державний музей килима і народного прикладного мистецтва імені Лятіфа Керімова. | Килим «Гушлу Зілі». Бакинська школа. 1900. Азербайджанський державний музей килима і народного прикладного мистецтва імені Лятіфа Керімова. |

### Гянджінського школа килима
Гянджінського школа килима охоплює місто Гянджа і найближчі села, а також Кедабекского, Геранбойського, Шамкірський і Самухского райони. Центром цієї школи є Гянджа. Ще в X–XI ст. Гянджа була одним з великих міст, які виробляють шовк, вовняні і шовкові килими. Енциклопедія Британіка дає седующее опис «гянджінського килимів»:
|  | Гянджінського килими (англ. Genje carpet) — килими ручної роботи з Азербайджану, зіткані у місті Гянджа (в радянську епоху — Кировабад, в Російській імперії — Єлизаветпіль) і його околицях. Килими характеризуються простими, кутовими узорами і насичені інтенсивними квітами. У гянджінського килимів найчастіше спостерігаються орнаменти, складені з восьмиугольников, зірок, або трьох геометричних медальйонів, покладених на килимі поздовжньо. Типові кольори — синій, темно-синій і насичений червоний. Старі гянджінського килими зроблені з вовни, але в більш нових килимах купи грубої вовни, пов'язані вузлом, переплітаються з бавовняним підставою. Гянджінського килими увібрали в себе деякі особливості казахських і карабаських килимів, так як область, яка виробляє гянджінського килими, знаходиться між цими областями. |

До Гянджінського школі відносяться такі відомі композиції як Гянджа, Гедім Гянджа, Голкенд, Фахралі, Чайкенд, Чайли, Шаділі, Чірагли, Самух і т. д. Килим для намазу «Фахралі» відрізняється своїми художніми якостями і стилем шиття.
Технічні характеристики: характерна подовжена форма, високо обрізаний ворс і симетричне плетіння, фактура груба і пухка на дотик, основа вовняна, човник у вигляді подвійної прокидання і качки, плетіння напівтонкої або грубе.
Колірна гамма: більш яскраві та насичені, ніж «казахські килими», часто зустрічаються синій в різних відтінках, червоний, зелений, жовтий, бежевий, чорний і коричневі кольори.
|                                             |                                                                 |
| Килим «Фахралі». Гянджінського школа. 1926. | Килим-палас. Гянджінського школа. 1880. Аукціон Сотбі, N 07977. |

## Відомі особистості на азербайджанських килимах

Діячі культури
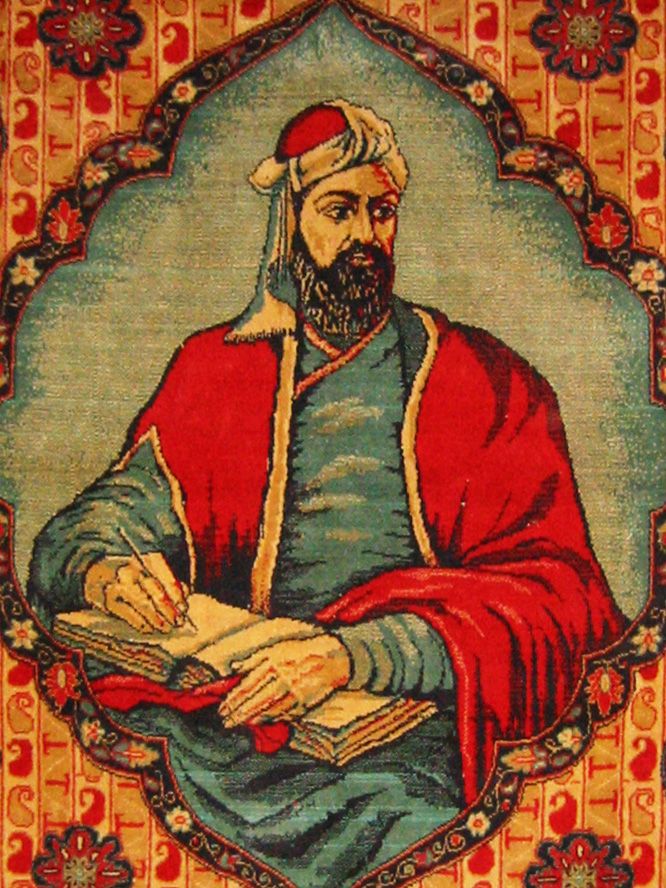
Килим із зображенням поета Нізамі Гянджеві

## Цікаві факти
- Під час похорону Івана Павла II труну папи римського стояв безпосередньо на азербайджанському килимі.[62]
- У 2009 році азербайджанським режисером Шамілем Алієвим був знятий документальний фільм «Азербайджанський килим», який у 2009 році був показаний на Канському фестивалі в категорії короткометражного кіно, а в 2010 році отримав диплом «За найкращий образ матеріальної культури» на міжнародному фестивалі «Дні етнографічного кіно» у Москві, брав участь у проводився в Італії V Міжнародному кінофестивалі короткометражного кіно і був представлений у конкурсній програмі Харківського міжнародного кінофестивалю «Кришталева сирень».[63][64]